# لیو شوبین
لیو شوبین (انگلیسی: Liu Shoubin؛ زادهٔ ۳ مارس ۱۹۶۸) وزنه‌بردار اهل چین بود.